# Holly (romanzo)
Holly è un romanzo thriller scritto da Stephen King, pubblicato in contemporanea il 5 settembre 2023 negli USA da Scribner e in Italia da Sperling & Kupfer.
Il romanzo vede le vicende dell'investigatrice Holly Gibney che ha fatto la sua prima apparizione nella trilogia di Bill Hodges (Mr. Mercedes, Chi perde paga e Fine turno), è stata anche uno dei personaggi secondari in The Outsider. È stata anche la protagonista di Se scorre il sangue, una delle novelle dell'omonimo libro.
Nel romanzo la protagonista presenta anche una sottotrama che coinvolge la sua reazione personale nel vivere la pandemia di COVID-19, comprese le sue opinioni su argomenti come le vaccinazioni, il cambiamento climatico e la presidenza di Donald Trump. Il collega di Holly, Pete, è malato nel libro, lasciandola così a lavorare da sola sul caso.

## Dedica
Il libro è dedicato a Chuck Verrill (1951-2022), editor e amico dello scrittore. Vengono inoltre ringraziati a fine libro i collaboratori per la realizzazione dell'opera assieme a dei chiarimenti sul libro.
Una data alla fine del romanzo
riporta l'inizio e la fine della realizzazione.

## Trama
È il 22 luglio del 2021 e, in una non meglio precisata città nel midwest, l'investigatrice privata Holly Gibney a capo della Finders Keepers (l'ufficio investigativo fondato dal suo amico Bill Hodges) sta assistendo tramite Zoom al funerale di sua madre Charlotte Anne. La madre si era ammalata di COVID-19 e in quel momento la maggior parte dei cittadini è costretta nelle proprie abitazioni, ed è proprio in seguito alla perdita di sua madre che Holly riceve una richiesta di indagine da parte di Penelope "Penny" Dahl per rintracciare la figlia scomparsa Bonnie Rae Dahl, scomparsa il 1º luglio scorso. Il giorno seguente, dopo aver parlato con Penny, Holly inizia le indagini a Red Bank Avenue, a poca distanza dal Deerfield Park (soprannominato "la Macchia") dove Bonnie è stata vista l'ultima volta nelle vicinanze di un Jet Mart. Tra i cespugli trova uno degli orecchini triangolari dorati della ragazza e così chiama Jerome Robinson, un suo amico, e parla con dei possibili testimoni. Nel loro scambio di parole emerge che vi potrebbe essere un altro ragazzo scomparso in circostanze misteriose, un certo Peter Steinman, detto Stinky, scomparso il 27 novembre del 2018. Jerome si offre di andare a parlare con la madre di Peter per scoprirne di più; recatosi in Sycamore Street rintraccia Vera Steinman, la madre del ragazzo scomparso, e la interroga sulla vicende successa tre anni prima. Dopo avere parlato però Vera sviene poiché si era riempita di alcool e Jerome la porta di corsa all'ospedale.
Il 24 luglio, l'investigatrice si reca a casa di sua madre per sbrigare faccende burocratiche con l'avvocato David e scopre che la donna aveva da parte, a sua insaputa, tanti gioielli che valgono una fortuna; quando rimane da sola in casa ripensa al suo rapporto conflittuale con sua madre e al fatto che le abbia nascosto di avere una fortuna. In seguito, si dirige al campeggio Kanonsionni e parla con Lakeisha per scoprire il rapporto conflittuale tra la figlia e sua madre. Nella conversazione viene fuori un'altra persona scomparsa, Ellen Craslow, nel novembre 2018. Nel mentre, Jerome parte per New York per parlare con il suo editor sul libro che ha scritto. È il 25 luglio e l'investigatrice controlla sull'iPad il video sorveglianza del Jet Mart; sulla strada nota un furgone sospetto e chiede a Jerome e Pete Huntley (il suo socio temporaneamente indisposto per il Covid) di scoprire di che tipo di veicolo si tratti. Si dirige poi a Eastland Avenue per parlare con Tom Higgins (l'ex fidanzato di Bonnie), ma non lo trova e, tramite un suo conoscente, Randy Holsten, scopre che è partito per Las Vegas a metà giugno. Quando lo contatta non ne ricava nulla.
Il giorno successivo, Pete le dà l'indirizzo di Ellen. Si dirige a Martin Luther King Boulevard e parla con quella che era la sua vicina, Imani McGuire, per scoprire il turbolento passato della donna e del suo essere vegana. Inoltre, scopre che la roulotte di Ellen era stata ripulita delle sue cose da una misteriosa donna anziana su una station wagon. Più tardi quel giorno, Holly va al Jet Mart per parlare con il commesso Emilio Herrera; scopre un collegamento con un'altra persona scomparsa che frequentava il suo negozio, un certo Cary Dressler. Il giorno seguente, il 27 luglio, Emilio chiama Holly e le dice di essersi ricordato dell'aspetto del motorino del ragazzo e così chiama Yardley McGuire, meccanico e marito di Imani, per rintracciare il veicolo. La indirizza allo "Strike Em Out Lanes" (una pista da bowling) dove lavorava. Scopre che il ragazzo giocava insieme a un gruppo di anziani, chiamati "Golden Oldies", e Holly pensa che uno degli uomini potrebbe essere sposato o legato alla misteriosa "donna anziana", tra di loro c'è un certo Rodney "Roddy" Harris. Così l'investigatrice va ad interrogare gli anziani ancora vivi del gruppo; ma da Huge Clippard e Avrm Welch non ne ricava nulla, così va a parlare con Harris. Si dirige nella loro abitazione al numero 93 di Ridge Road dove abitano in una casa in stile vittoriano color bianco e marrone e conosce l'ex professore di biologia e alimentazione Roddy; l'anziano però le dice che non conosceva molto bene Cary.
Intanto Barbara (sorella minore di Jerome) è impegnata nel tenere segreto ai suoi genitori e a Holly il suo essere diventata l'allieva della poetessa Olivia Kingsbury (quasi centenne) e nel suo partecipare al Penley Prize, un concorso di poesia. Jerome le chiede di mandargli delle immagini sulla sua chiavetta USB che si trova nel suo studio e Barbara vede la mappa del parco di Holly dove sono segnati i punti dove erano scompare le persone su cui l'investigatrice sta lavorando e per scherzo ci scrive sopra il nome di Jorge Castro, ma subito si accorge che forse c'è un collegamento. Olivia le aveva parlato di Jorge, un professore di lettere che lavorava nella stessa scuola dove un tempo lavorava l'ex professoressa Emily Harris. Era stata la stessa Emily a indirizzarla da Olivia poiché Barbara si vergognava troppo per parlare direttamente con la poetessa; il docente era scomparso misteriosamente il 17 ottobre del 2012 e Olivia era stata l'ultima persona a vederlo. Mentre elabora ciò riceve una chiamata dalla badante della poetessa, Marie Duchamp, e scopre che l'anziana è stata ricoverata all'ospedale, così lei si precipita da Olivia.
Dopo aver parlato con l'anziano Holly se ne va insospettita dal comportamento confuso dell'uomo (chiaramente causato dall'Alzheimer), successivamente Randy la informa che Bonnie, durante una festa, gli aveva detto che durante le vacanze di Natale aveva lavorato come "elfo di Babbo Natale". Non capendo la faccenda Holly chiama Lakeisha e scopre che Bonnie aveva lavorato per la festa di Natale degli Harris (svolta su Zoom per via del Covid) consegnando agli invitati porta a porta cibo e birra, in più scopre che Ellen lavorava al Dipartimento di scienze naturali dove Roddy lavorava. Il 28 luglio Holly va al Rolling Hills (un centro per anziani) per parlare con Victor Anderson, l'ultimo degli Oldies, e scopre che Roddy le aveva mentito riguardo al conoscere bene Cary, subito dopo va a trovare suo zio, ricoverato anche lui lì, Henry Sirois che soffre di Alzheimer. Intanto Barbara assiste alla morte di Olivia. Holly scopre tramite Barbara che anche Jorge è da aggiungere alla lista di persone scompare nella stessa zona, la donna comincia a vedere la certezza che i casi siano collegati agli Harris. Holly si precipita nel suo ufficio per scrivere il rapporto del caso sul suo computer e telefona a Imani per vedere se riconosce la "donna anziana" andando sul sito del Bell College e lei la riconosce, era Emily Harris; così lei prende la sua Smith & Wesson e parte per la dimora degli Harris per scoprire se posseggono un certo "furgone sospetto". Holly si introduce nell'abitazione degli Harris e scopre che hanno un furgone per disabili (era così che attiravano le vittime) ma viene stordita dal taser di Roddy.
Il giorno dopo Holly si risveglia in una cella in un seminterrato e parla con gli Harris scoprendo la verità: i vecchi, quasi novantenni, si mantenevano in forze e curavano le loro artriti, l'Alzheimer e la sciatica con una dieta a base di carne umana, attiravano le loro vittime fingendo di spingere uno dei due su una carrozzina elettrica scarica nel furgone e li tramortivano portandoli nella cella. Dopodiché loro facevano mangiare solo fegato di manzo alle vittime e poi le macellavano; usavano il loro grasso come pomata da spalmare sulle mani, i pezzi di carne buona, soprattutto il fegato, li friggevano e il loro cervello lo mischiavano col gelato e gli scarti li gettavano nel lago. Successivamente Emily va alla sede della Finders Keepers al Franklin Building per cercare di eliminare le prove che aveva raccolto in quei giorni, però non riesce ad accedere al suo computer e torna indietro ma nel farlo incrocia Barbara (loro due non si riconoscono) che sta salendo nell'ufficio di Holly per cercarla dato che era scomparsa. Nel mentre Roddy parla con l'investigatrice sulla sua teoria dell'alimentazione con carne umana e dei suoi benefici e Holly gli dice che era solo un effetto placebo, questo lo fa infuriare e nell'avvicinarsi alla gabbia la donna, che in precedenza sotto il materasso nella sua prigione aveva trovato quello che era il secondo orecchino triangolare di Bonnie, gli squarcia la gola e l'uomo muore. Subito dopo Emily torna a casa e scopre che il marito è morto e inizia a sparare a Holly, ma una volta che l'anziana si avvicina alle sbarre l'investigatrice le torce il collo uccidendola sul colpo, ora Holly è rimasta da sola e assetata.
Barbara, dopo avere controllato l'ufficio di Holly e avere riconosciuto Emily, si precipita alla dimora degli Harris e chiama Pete così che avverta Isabelle Jaynese (una poliziotta loro amica) e mandi la polizia. I soccorsi arrivano e Holly viene tirata fuori dalla gabbia e la polizia scopre l'orrore che si cela dentro a quella casa. Il giorno dopo Holly viene interrogata dalla polizia mentre si trova all'ospedale, successivamente iniziano ad essere divulgati i dettagli sul caso sui giornali e le famiglie delle vittime vengono informate del destino dei loro cari. Il 4 agosto Holly scopre tramite la polizia dell'esistenza di quaderni appartenuti a Emily che descrivevano l'orrore che si era perpetrato dal 2012 con quelle cinque vittime. Due settimane dopo Holly medita se chiudere la Finders Keepers e ritirarsi poiché ora, grazie all'eredità lasciatagli da sua madre, potrebbe smettere di fare l'investigatrice. Barbara la chiama e le dice che ha vinto il Penley Prize e che le sue poesie verranno pubblicate, Holly ne è felice nel mentre che medita sul destino della sua agenzia investigativa riceve una chiamata sul telefono, dopo qualche squillo però lei prende la chiamata.

## Richiami ad altre opere
- Nel romanzo la protagonista fa continui riferimenti a persone facenti parte del suo passato come Bill Hodges, Brady Hartsfield, Janey Patterson e Morris Bellamy, personaggi apparsi in Mr. Mercedes, Chi perde paga e Fine turno.
- Durante una conversazione con Lakeisha la protagonista Holly ricorda "una certa grotta nel Texas", questo è un chiaro rimando agli eventi accaduti in The Outsider dove il cosiddetto "outsider" si era travestito da Terry Maitland e aveva commesso vari omicidi.
- Barbara, mentre parla con Emily, ricorda la creatura che fingeva di essere un uomo di nome Chet Ondowsky che precipitò nella tromba dell'ascensore nel palazzo dove Holly ha la sua sede della Finders Keepers. La ragazza sta pensando agli eventi accaduti a lei in Se scorre il sangue.
- È presente a inizio libro un riferimento a Carrie (romanzo), quando Penny Dahl scherzosamente dice che la figlia non aveva una reputazione scolastica da diva, ma non da buttarle un secchio di sangue in testa, come invece accade a Carrie White nell'omonimo romanzo.
- A inizio libro è presente un riferimento a It (romanzo), quando Castro, nello spingere la sedia a rotelle, esclama "Silver", come la biciletta argento del romanzo.

## Edizioni
- Stephen King, Holly, traduzione di Luca Briasco, Sperling & Kupfer, 2023, p.512, ISBN 9788820077150.